# Lessing-Denkmal (Braunschweig)

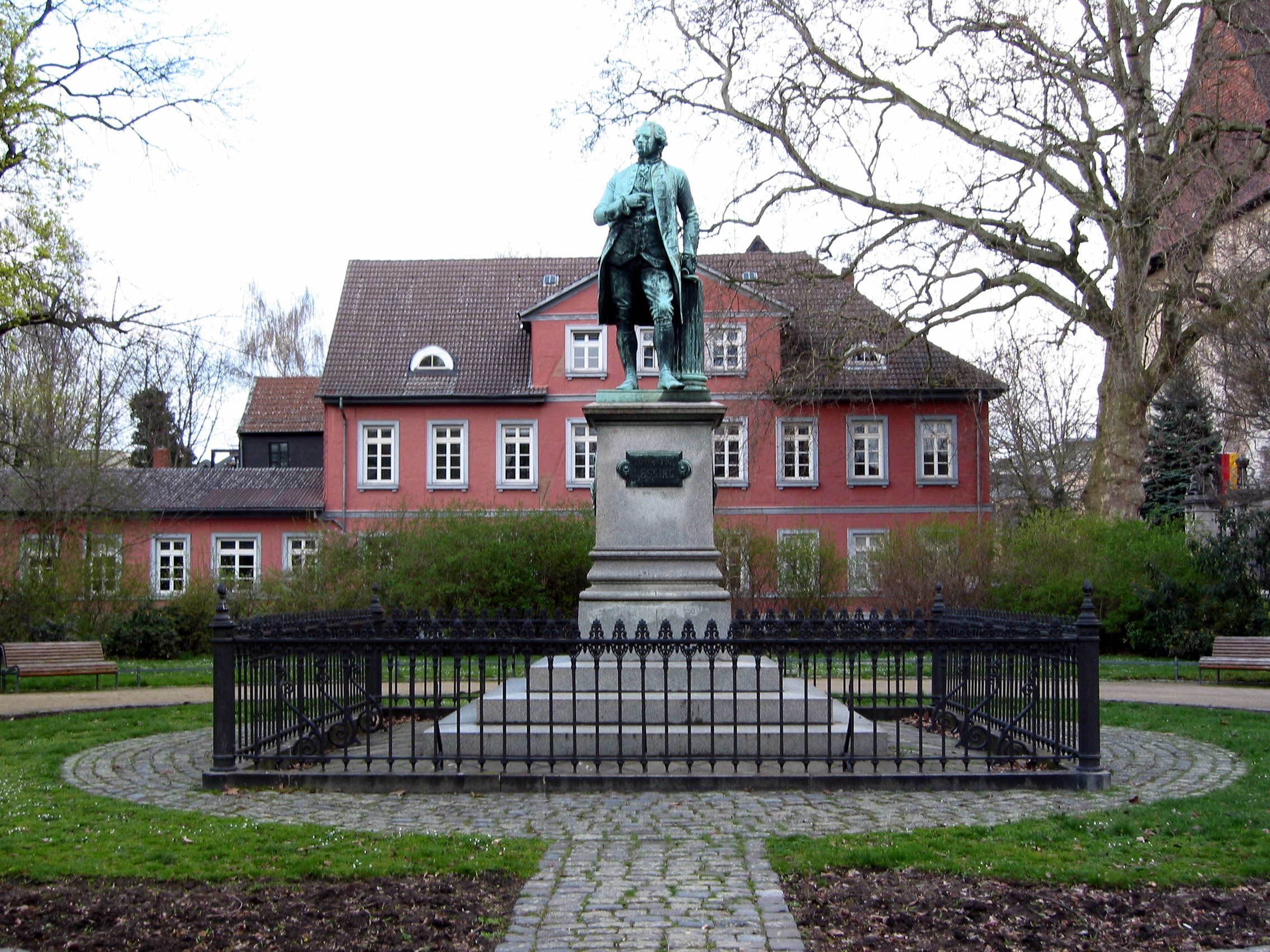
Das Lessingdenkmal am Lessingplatz. Das Gebäude im Hintergrund ist die ehemalige Garnison-Schule.

Das Lessing-Denkmal in Braunschweig wurde am 29. September 1853 eingeweiht.

## Entstehung bis heute
Seit der Wiederauffindung des Grabes von Gotthold Ephraim Lessing im Jahr 1833 bemühte man sich in Braunschweig um eine angemessene Würdigung des Dichters der Aufklärung. Durch die Förderung des späteren Leiters des Städtischen Museums, Carl Schiller, wurde der prominente Dresdner Bildhauer Ernst Rietschel gewonnen, ein Standbild zu entwerfen.
Der Braunschweiger Gießer Georg Howaldt, der bis zu diesem Zeitpunkt kaum oder nur wenig bedeutend war, erhielt aus Gründen der Sparsamkeit diesen wichtigen Auftrag. 1849 wurde das Bronzegussdenkmal fertiggestellt und das Ergebnis war eine 2,60 Meter hohe Bronzestatue, deren Kopf nach einer Portraitbüste des Münzgraveurs und Bildhauers Christian Friedrich Krull gebildet wurde.
Der Sockel des Denkmals besteht aus Harzer Granit. In Braunschweig war es das erste Standbild, das eine menschliche Gestalt zeigte. Im Zweiten Weltkrieg wurde das Lessingdenkmal nach Wendhausen ausgelagert.
1947 wurde sie zurückgebracht an ihren Ursprungsort, den Braunschweiger Lessingplatz.